# Telomeráz

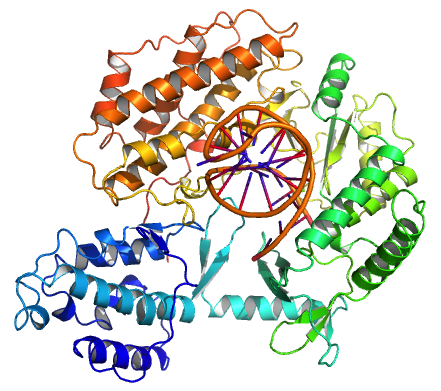
A Tribolium castaneum lisztbogár telomerázának szerkezete középen az RNS-sel

A telomeráz vagy telomer terminális transzferáz eukarióta sejtekben megtalálható enzim, amelynek funkciója az, hogy a kromoszómák végén található telomer 3' végéhez TTAGGG oligonukleotidokat ad hozzá. Erre azért van szükség, mert sejtosztódáskor a DNS-másoló enzimek sajátosságai miatt a kromoszómák kissé mindig megrövidülnek; a telomeráz visszaállítja eredeti hosszukat a sokszor osztódó őssejtekben.
A telomeráz a hosszabbításhoz egy RNS-templátot használ, ami az enzim része. Maga az enzim a reverz transzkriptázokkal rokon. Mivel a folyamatos sejtosztódáshoz elengedhetetlen a telomeráz működése, a rákos elváltozásokban rendszerint megfigyelhető az enzim aktivitása.

## Felfedezése
A telomer rövidülésének problémájára és egy esetleges kompenzációs mechanizmus létezésére először Alekszej Olovnyikov szovjet biológus mutatott rá 1973-ban. Az enzimet 1984-ben találta meg az amerikai Carol W. Greider és Elizabeth Blackburn a Tetrahymena csillós egysejtűben. Ők ketten és Jack W. Szostak 2009-ben orvostudományi Nobel-díjat kaptak a felfedezésért.
A telomeráz szerepét a sejtek öregedésében és a tumorsejtekben a Geron Corporation kutatói határozták, meg, akik klónozták az enzim RNS-ét és katalitikus alegységét és kifejlesztettek egy PCR-alapú tesztet az enzim aktivitásának mérésére. Az enzim felépítését 2007-ben határozta meg Scott Cohen, a katalízist végző alegység részletes szerkezetét pedig Emmanuel Skordalakes közölte 2008-ban.

## Szerkezete
Az emberi telomeráz enzim két-két telomeráz reverz transzkriptáz (TERT) alegységből, telomeráz RNS-ből (TR) és diszkerinből (DKC1) áll. Az alegységek génjei más-más kromoszómán találhatóak. Az emberi TERT alegység 1132 aminosavból áll, összekapcsolódik a 451 bázispárnyi hosszú RNS-sel, amelyet a telomer szintéziséhez mintául használ. Formája egyujjas kesztyűére emlékeztet, amellyel körbefogja a kromoszóma meghosszabbítandó végét.

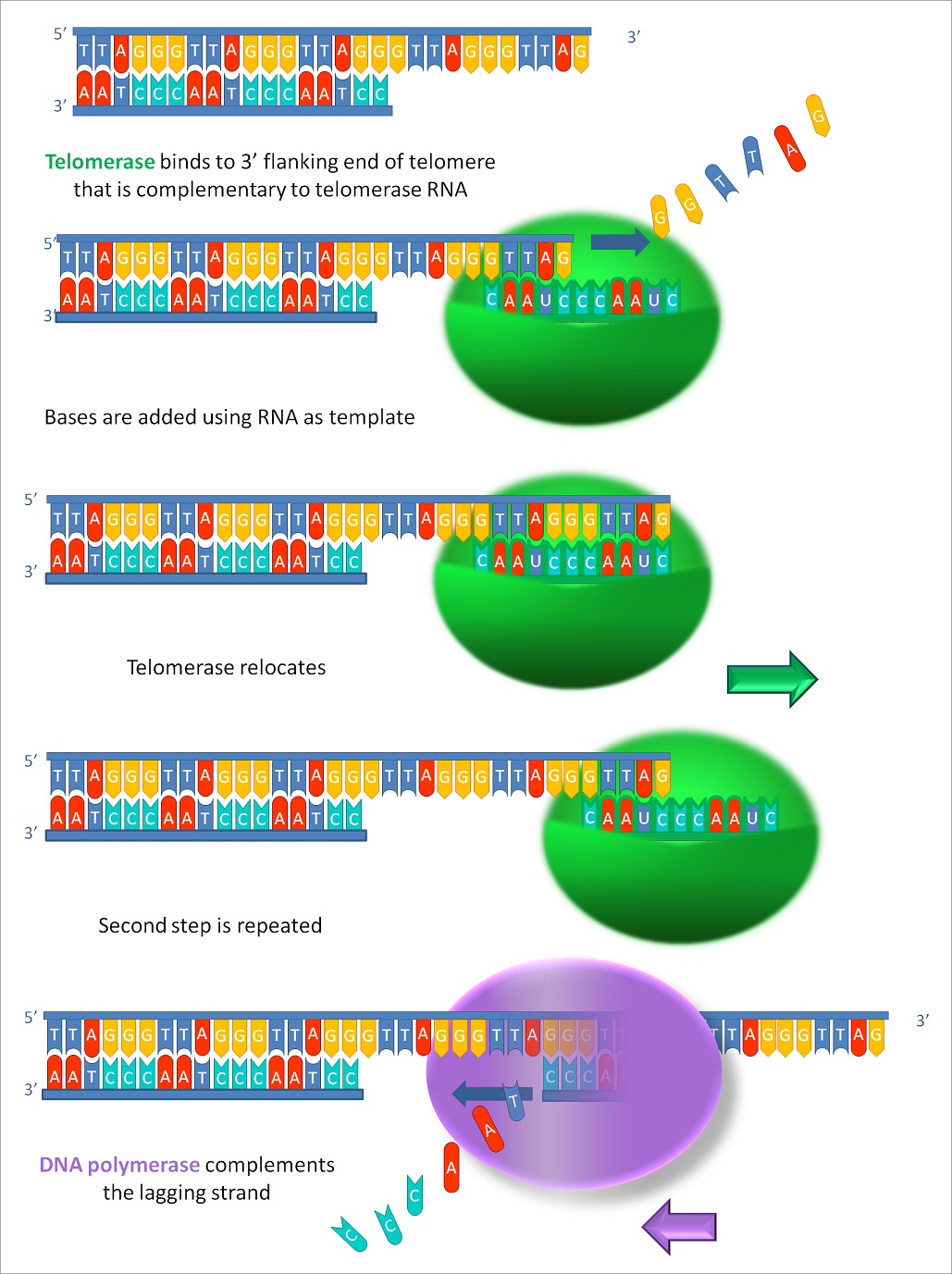
A telomeráz működési mechanizmusa

A TERT funkcióját tekintve reverz transzkriptáz, vagyis egyszálú RNS alapján DNS-t szintetizál. Mára már számos szervezet TERT-génjét megszekvenálták. A fehérje négy konzervatív domént tartalmaz: az RNS-kötő domént, az „ujjakat”, „tenyeret” és „hüvelyket”, amelyekkel körbeveszi a DNS-t. Szerkezetileg a retrovírusok reverz transzkriptázával, a virális RNS-polimerázokkal és a bakteriofágok DNS-polimeráz B-jével van rokonságban.

## Működése
Az RNS-templát segítségével a TERT hat nukleotidból (gerincesekben 5'-TTAGGG-3', de egyéb szervezetekben eltérő) álló ismétlődő DNS-szakaszokat illeszt a kromoszóma 3' végeire. Az RNS templát régiójának szekvenciája: 3'-CAAUCCCAAUC-5'.
A telomeráz az RNS-templát első szakaszával a kromoszóma telomerjének végén található ismétlődő szekvencia végéhez kapcsolódik, meghosszabbítja egy új GGTTAG szekvenciával, majd odébbcsúszik a kromoszóma új végéhez és megismétli a folyamatot. Az egyszálú DNS-t aztán egy DNS-polimeráz egészíti ki kétszálúvá.
Egy telomer összesen akár 2000 ismétlődő szekvenciát is tartalmazhat.

## Klinikai jelentősége

### Öregedés
Az átlagos testi sejtek 50-70-szer osztódhatnak, mielőtt kromoszómáik telomerje elfogyna, ez az úgynevezett Hayflick-korlát, ami után a sejtosztódás megáll. Az aktív telomeráz viszont lehetővé teszi a korlát megkerülését, ami az őssejtek és a tumorsejtek számára egyaránt esszenciális. A telomeráz egyaránt működik az embrionális és felnőtt kori őssejtekben (bőr- és bélbolyhok sejtjei, vérképző sejtek, ivarsejtek) is, viszont a legtöbb testi sejtben inaktív.
A telomerek hossza nem függ az adott organizmus maximális élettartamától, egy vizsgálat szerint éppen hogy fordítottan arányos azzal. A nem osztódó sejtekben, mint az idegsejtek vagy harántcsíkolt izomsejtek esetében a telomerek hossza nem változik. Egy vizsgálat szerint a telomerek hosszából nem lehet következtetni idős emberek értelmi vagy fizikai képességeire. Az emelkedett telomerázaktivitás viszont megnöveli a tumorok kialakulásának esélyét a patkányokban, ezzel csökkentve az élettartamot.
Egyes, a normálisnál gyorsabb öregedéssel járó betegségekben, mint a Werner-szindróma, Ataxia telangiectasia, Bloom-szindróma, Fanconi-anémia vagy a Nijmegen-szindróma egyebek mellett a kromoszómák rövid telomerjei is megfigyelhetőek, bár a tünetekért elsősorban a DNS-javítás mechanizmusában történt mutációkat tartják felelősnek.

### Tumor
A kultúrában tenyésztett sejtek a Hayflick-korlát elérése után nem osztódnak tovább. Ha mesterségesen inaktiválják a p53 és pRb tumorszupresszor géneket, további osztódások is elérhetők, de a telomerek lekopása után a kromoszómák végei összeolvadnak és az osztódás során, miközben a mitotikus orsó kétfelé húzza őket, véletlen módon eltörnek; így a leánysejtek a túl kevés vagy túl sok gén miatt életképtelenné válnak. Ha azonban egy mutáció aktiválja a minden sejtben jelen lévő telomeráz-gént, a sejt halhatatlanná, a végtelenségig osztódóképessé válhat (emellett egyéb feltételek is vannak, inaktiválni kell a tumorszupresszor géneket, be kell kapcsolni a sejtciklust szabályozó fehérjéket stb.). Az ilyen irányítatlanul osztódó sejtek aztán tumorokat képezhetnek. A halhatatlan rákos sejtek egyik példája a HeLa sejtvonal, amelyet laboratóriumokban 1951 óta tartanak fenn, holott eredeti gazdája még abban az évben elhunyt.
Az emberi tumorok mintegy 90%-ában figyeltek meg aktív telomerázt, a maradék 10%-ban az ún. alternatív telomermeghosszabbítás folyamata zajlik, melynek pontos mechanizmusa nem ismert, de feltételezik hogy a kromoszómák végeinek rekombinációjával függ össze.
A telomeráz-aktivitás mérésére különböző teszteket dolgoztak ki, ezekkel korai stádiumban detektálni lehet a sejtek rákos elfajulását és az enzimszint meghatározásával a jó- és rosszindulatú tumorok között is különbséget lehet tenni. Az enzim szelektív gátlásával rákellenes gyógyszereket is próbálnak kifejleszteni.

### Stressz
Az enzim egyik felfedezője, Elizabeth Blackburn kimutatta, hogy a beteg gyerekeket ápoló anyák stresszes állapotuk csúcspontján rövid telomerekkel rendelkeznek és hogy infarktus után a szív artériáiban aktiválódott a telomeráz. Szintén aktív enzimet mutattak ki nagy pszichológiai stressz lecsengése után és három hónapos pihenési időszakot követően.

## Fordítás
- Ez a szócikk részben vagy egészben  a   Telomerase című angol Wikipédia-szócikk ezen változatának fordításán alapul.  Az eredeti cikk szerkesztőit annak laptörténete sorolja fel. Ez a jelzés csupán a megfogalmazás eredetét és a szerzői jogokat jelzi, nem szolgál a cikkben szereplő információk forrásmegjelöléseként.